# インド・パルティア王国

インド・パルティア王国

インド・パルティア王国の版図

インド・パルティア王国は、1世紀頃現代のアフガニスタン、パキスタン、北インドを含む領域に、パルティア人の指導者ゴンドファルネスによって建設された王国。

## 歴史

### 東方領土への進出
匈奴が冒頓単于（在位：紀元前209年 - 紀元前174年）治世下で強大化して西方を脅かすようになると、元来タリム盆地に拠点を置いていた遊牧民の大月氏はサカ人の領土を奪い取り西遷した。
パルティアのミトラダテス1世（在位：前171年 - 前138年）の治世には、北西インドのサカ人が本拠地のヒュルカニアに侵入し始めた。紀元前128年、フラーテス2世はサカ人討伐に失敗して戦死し、インド・スキタイ人のインド・スキタイ王国や大月氏の大夏によって東方領土は占領されていた。
ローマとの抗争や、紀元前92年のミトラダテス2世の死などによってパルティア王国が弱体化すると、パルティアの大貴族スーレーン氏族（王族から分岐した氏族）は東方領土に侵入を開始した。パルティア人は、ガンダーラ地方でクジュラ・カドフィセス（後にクシャーナ朝の王となる）など大月氏側の多くの地方領主と戦った後、全バクトリアと北インドの広大な領域を支配下に治めた。インド・スキタイ王国は、最後の王アゼス2世が紀元前12年頃に死去するまで存続した。

### 建国
西暦20年頃、パルティア人の征服者の1人、ゴンドファルネスは、パルティアからの独立を宣言し、征服した領域にインド・パルティア王国を建設した。インド・パルティア人は、パフラヴァ（Pahlavas）としてインド人に知られており、ヤヴァナ（Yavanas）、サカ（Sakas）とともにしばしばインドの文書に登場する。
この王国は何とか1世紀ほど存続した。王国はゴンドファルネスの後継者アブダガセスの時代には分解を始めた。北インド地方は75年頃にはクシャーナ朝のクジュラ・カドフィセスによって再征服された。その後、王国の領域はほぼアフガニスタンのみに限定された。

### 滅亡
最後の王パコレス（100年 - 135年）の治世には、サカスタンとトゥーラーンを支配するに過ぎなかった。2世紀の中央インドの王国サータヴァーハナ朝（アーンドラ朝）の王ガウタミープトラ・シャータカルニ（Gautamiputra Sātakarni 106年 - 130年）は、自らを「サカ（西クシャトラパ）、ヤヴァナ（インド・ギリシア人）、パフラヴァ（インド・パルティア人）を滅する者」と称した。

## 仏教のシルクロード伝播
226年のサーサーン朝による支配の後も、パルティア人の孤立した領土が東方に残存した。2世紀から、中央アジアの仏教伝道師は中国の首都洛陽や南京で、仏典の翻訳活動によって有名となった。現在知られている限り、最初に仏典を中国語に翻訳したのはパルティア人の伝道師であった。中国ではパルティア人はパルティア（安息国）出身であることを表す「安」姓によって識別された。
- 安世高：パルティアの王子。初めて小乗仏教系の経典を中国語に翻訳した。
- 安玄（en）：パルティアの商人で、181年に中国で僧侶となった。
- 曇諦 （254年）：パルティア人の僧侶。『曇無徳羯麿』を訳した。
- 安法欽（281年 - 306年頃）：パルティア出身の僧侶。

## インド・パルティア王国の主な君主
- ゴンドファルネス1世（Gondophares I, 20年 - 50年頃） Coin
- アブダガセス1世（Abdagases I, 50年 - 65年頃） Coin
- サタヴァステレス（Satavastres, 60年頃） Coin
- サルペドネス（Sarpedones, 70年頃） Coin
- オルサゲネス（Orthagnes, 70年頃） Coin
- ウボウザネス（Ubouzanes, 77年頃） Coin
- サセス 又はゴンドファルネス2世（Sases or Gondophares II, 85年頃） Coin
- アブダガセス2世（Abdagases II, 90年） Coin
- パコレス（英語版）（100年頃） Coin